# Fritz Limburg
Fritz Limburg war ein deutscher Turner, der für den Turnverein 1848 Ruhla turnte.
1934 gewann er mit der deutschen Nationalmannschaft die Bronzemedaille im Mannschaftsmehrkampf bei den Turnweltmeisterschaften in Budapest. Im Einzelmehrkampf wurde er 43. Auch beim Kunstturnen Reichsheer-Deutsche Turnerschaft im Jahr 1935 nahm er für die Deutsche Turnerschaft teil.
Ende März/Anfang April 1938 turnte er als Mitglied der Deutschlandriege auf einer Werbereise in Österreich. Auf dieser Reise waren 36 deutsche Spitzenturner in zwei Deutschlandriegen versammelt worden.
1950 und 1951 wurde er DDR-Meister am Seitpferd.